# Rachel Korine
Rachel Anna Korine, nata Rachel Anna Simon (Nashville, 4 aprile 1986), è un'attrice statunitense.

## Biografia
Rachel Simon è nata nel 1986 a Nashville, nel Tennessee, e ha debuttato come attrice nel 2007 nel film Mister Lonely nel ruolo di Cappuccetto Rosso. Lo stesso anno sposa il suo attuale marito, il regista, produttore e sceneggiatore Harmony Korine, regista e sceneggiatore della stessa Mister Lonely. Rachel e il marito hanno anche avuto una figlia, Lefty.
Dal suo matrimonio con Korine, l'attrice è apparsa in diversi lungometraggi del marito, come il film del 2009 Trash Humpers nel ruolo di Momma e, successivamente, nel film del 2013 Spring Breakers - Una vacanza da sballo, nel film più celebre di Harmony così come nel ruolo più conosciuto di Rachel. Ha rivestito il ruolo di Cotty, il controverso personaggio di un'adolescente solita a fumare e a prendere parte a party selvaggi che parte insieme a tre amiche in Florida durante il periodo di vacanza primaverile, dove le quattro vengono coinvolte in una spietata lotta fra gang e criminali locali.
Autonomamente dai lavori del marito, nel 2009 recita nel cortometraggio The Dirty Ones, rivestendo poi l'anno successivo il ruolo di Savannah nel film Septien. Nel 2012 recita nei panni di Rachel in un altro cortometraggio, Lotus Community Workshop, e successivamente nel film The Fourth Dimension, pellicola a cui collabora parallelamente anche il marito. Nel 2014 ritorna alle scene nei panni di Zoe nel film Druid Peak.

## Filmografia

### Cinema
- Mister Lonely, regia di Harmony Korine (2007
- The Dirty Ones, regia di Brent Stewart – cortometraggio (2009)
- Trash Humpers, regia di Harmony Korine (2009)
- Septien, regia di Michael Tully (2011)
- Lotus Community Workshop, regia di Harmony Korine – cortometraggio (2012)
- The Fourth Dimension, regia di Aleksej Fedorčenko, Harmony Korine e Jan Kwiecinski (2012)
- Spring Breakers - Una vacanza da sballo (Spring Breakers), regia di Harmony Korine (2013)
- Druid Peak, regia di Marni Zelnick (2014)
- Men Go to Battle, regia di Zachary Treitz (2015)

### Televisione
- The Knick – serie TV, 4 episodi (2014)

## Doppiatrici italiane
Nelle versioni in italiano delle opere in cui ha recitato, Rachel Korine è stata doppiata da:
- Giorgia Brasini in Spring Breakers - Una vacanza da sballo
- Emanuela Ionica in The Knick